# Cultura do Brasil
A cultura do Brasil é uma síntese da influência dos vários povos que formaram o povo brasileiro. Existe um mosaico de diferentes vertentes culturais, que juntas formam uma identidade nacional diversa, e não uma cultura brasileira perfeitamente homogênea. Apesar disso, o elemento ibérico é onipresente e prevalece na maior parte do país, fazendo do Brasil uma nação de matriz essencialmente portuguesa.
Apesar do povo brasileiro ser um mosaico étnico, quase todos falam a mesma língua (o Português Brasileiro, além de muitas outras, principalmente indígenas) e a maioria é cristã, com largo predomínio de católicos. Esta igualdade linguística e religiosa é um fato raro para um país de grande tamanho como o Brasil, especialmente em comparação com os países do Velho Mundo.
As influências indígenas e africanas deixaram marcas no âmbito da música, da culinária, do folclore, do artesanato, dos caracteres emocionais e das festas populares do Brasil, assim como centenas de empréstimos à língua portuguesa (antes da chegada dos portugueses aqui era falado tupi). É evidente que algumas regiões receberam maior contribuição desses povos: os estados do Norte têm forte influência das culturas indígenas, enquanto algumas regiões do Nordeste têm uma cultura bastante africanizada, sendo que, em outras, principalmente no sertão, há uma intensa e antiga mescla de caracteres lusitanos e indígenas, com menor participação africana. No Sudeste, há a influência de imigrantes europeus e asiáticos, que contribuíram em vários aspectos de sua cultura, além do surgimento de culturas próprias, como a cultura caipira e caiçara, encontradas no interior e litoral, respectivamente.
No Sul do país, as influências de imigrantes italianos e alemães são evidentes, seja na língua, culinária, música e outros aspectos. Outras etnias, como os árabes, espanhóis, poloneses e japoneses contribuíram também para a cultura do Brasil, porém, de forma mais limitada e recente.

## Formação
O substrato básico da cultura brasileira formou-se durante os séculos de colonização, quando ocorre a fusão primordial entre as culturas indígenas, europeias — especialmente a portuguesa — e dos escravos trazidos da África subsahariana. A partir do século XIX, a imigração de europeus não portugueses e povos de outras culturas, como árabes e asiáticos, adicionou novos traços ao panorama cultural brasileiro. Também foi grande a influência dos grandes centros culturais dos países, que exportam hábitos e produtos culturais para o resto do globo.

### Os portugueses
Dentre os diversos povos que formaram o Brasil, foram os europeus aqueles que exerceram maior influência na formação da cultura brasileira, principalmente os de origem portuguesa.
Durante 322 anos o território foi colonizado por Portugal, o que implicou a transplantação tanto de pessoas quanto da cultura da metrópole para as terras sul-americanas. O número de colonos portugueses aumentou muito no século XVIII, na época do ciclo do ouro. Em 1808, a própria corte de D. João VI mudou-se para o Brasil, um evento com grandes implicações políticas, econômicas e culturais. A imigração portuguesa não parou com a Independência do Brasil: Portugal continuou sendo uma das fontes mais importantes de imigrantes para o Brasil até meados do século XX.

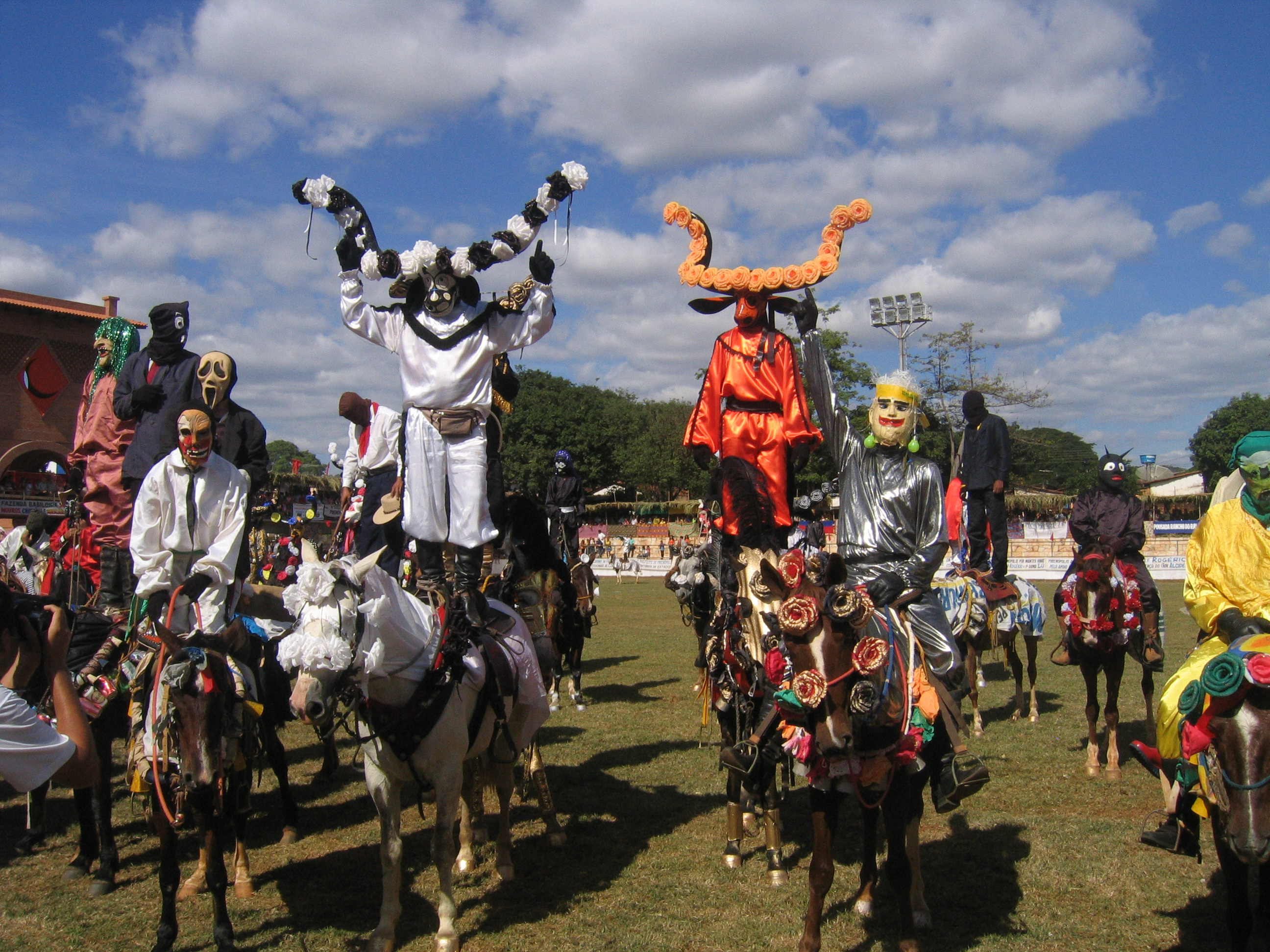
Cavalhadas de Pirenópolis (Pirenópolis, Goiás) de origem portuguesa - Mascarados durante a execução do Hino do Divino.

A mais evidente herança portuguesa para a cultura brasileira é a língua portuguesa, atualmente falada por todos os habitantes do país. A religião católica, crença da maioria da população, é também decorrência da colonização. O catolicismo, profundamente arraigado em Portugal, legou ao Brasil as tradições do calendário religioso, com suas festas e procissões. As duas festas mais importantes do Brasil, o carnaval e as festas juninas, foram introduzidas pelos portugueses. Além destas, vários folguedos regionalistas como as cavalhadas, o bumba-meu-boi, o fandango e a farra do boi denotam grande influência portuguesa. No folclore brasileiro, são de origem portuguesa a crença em seres fantásticos como a cuca, o bicho-papão e o lobisomem, além de muitas lendas e jogos infantis como as cantigas de roda.
Na culinária, muitos dos pratos típicos brasileiros são o resultado da adaptação de pratos portugueses às condições da colônia. Um exemplo é a feijoada brasileira, resultado da adaptação dos cozidos portugueses. Também a cachaça foi criada nos engenhos como substituto para a bagaceira portuguesa, aguardente derivada do bagaço da uva. Alguns pratos portugueses também se incorporaram aos hábitos brasileiros, como as bacalhoadas e outros pratos baseados no bacalhau. Os portugueses introduziram muitas espécies novas de plantas na colônia, atualmente muito identificadas com o Brasil, como a jaca e a manga.
De maneira geral, a cultura portuguesa foi responsável pela introdução no Brasil Colônia dos grandes movimentos artísticos europeus: renascimento, maneirismo, barroco, rococó e neoclassicismo. Assim, a literatura, pintura, escultura, música, arquitetura e artes decorativas no Brasil Colônia denotam forte influência da arte portuguesa, por exemplo nos escritos do jesuíta luso-brasileiro Padre Antônio Vieira ou na decoração exuberante de talha dourada e pinturas de muitas igrejas coloniais. Essa influência seguiu após a Independência, tanto na arte popular como na arte erudita.
A cultura e etnogênese (formação dos povos) andam de mão juntas e estudos genéticos antigos e modernos consistentemente afirmam o predomínio e universalidade do sangue lusitano em todas as regiões do Brasil, com exceção das colônias e bolsões recentes de imigrantes não-ibéricos.
Não se pode esquecer dos séculos de dominação do Al-Andalus, que deixaram marcas nas regiões de forte predomínio de cultura portuguesa, especialmente o Norte, Nordeste, Interior do Centro-Oeste e Sudeste, além do litoral Sul.

### Os indígenas
A colonização do território brasileiro pelos portugueses representou em grande parte a destruição física dos indígenas através de guerras e escravidão, tendo sobrevivido apenas uma pequena parte das nações indígenas originais. A cultura indígena foi também parcialmente eliminada pela ação da catequese e intensa miscigenação com outras etnias. Atualmente, apenas algumas poucas nações indígenas ainda existem e conseguem manter parte da sua cultura original.

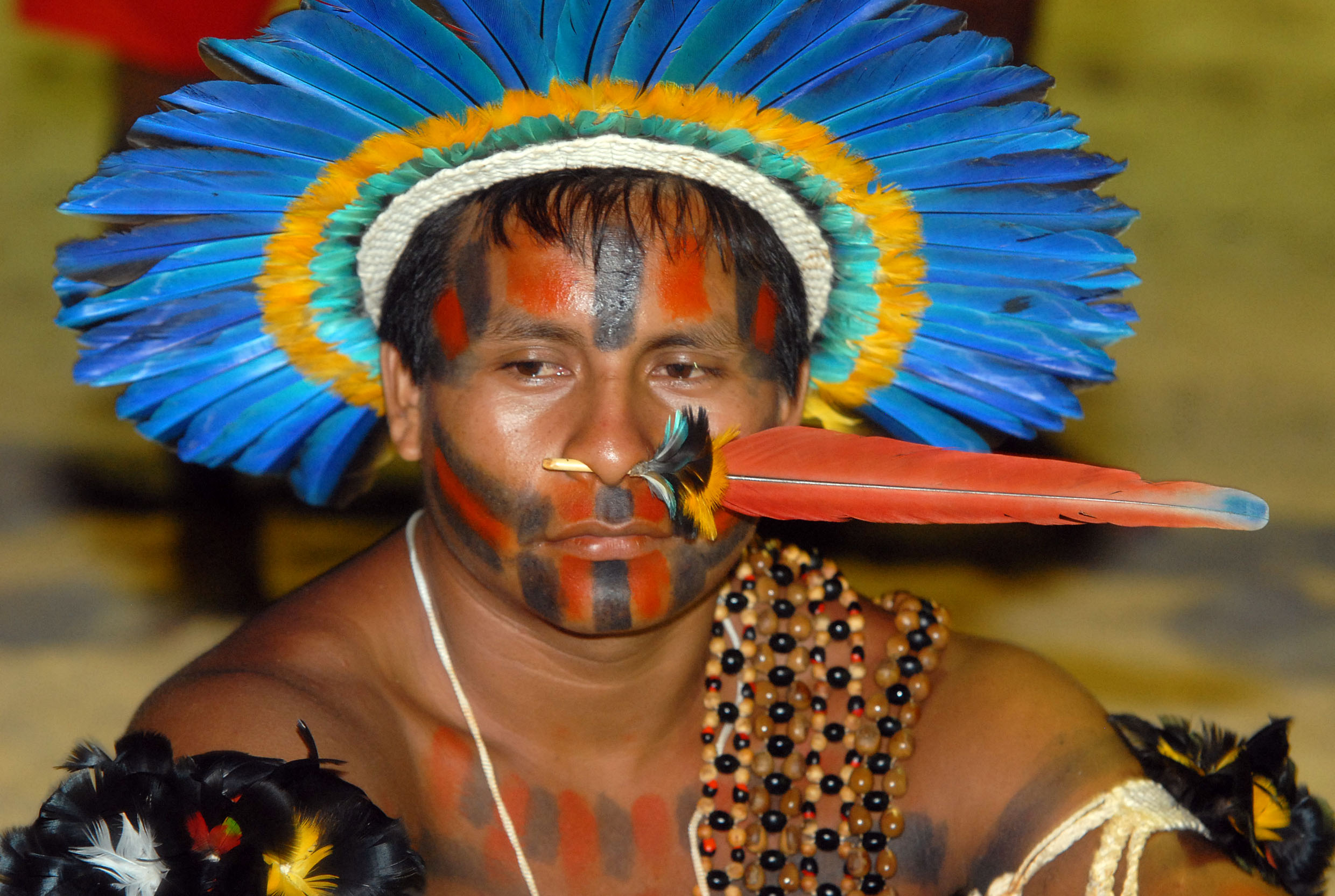
Indígena brasileiro, representando sua rica arte plumária e de pintura corporal.

Apesar disso, a cultura e os conhecimentos dos indígenas sobre a terra foram determinantes durante a colonização, influenciando a língua, a culinária, o folclore e o uso de objetos caseiros diversos como a rede de descanso. Um dos aspectos mais notáveis da influência indígena foi a chamada língua geral (Língua geral paulista, Nheengatu), uma língua derivada do tupi com termos da língua portuguesa que serviu de língua franca no interior do Brasil até meados do século XVIII, principalmente nas regiões de influência paulista e na região amazônica. O português brasileiro guarda, de fato, inúmeros termos de origem indígena, especialmente derivados do tupi. De maneira geral, nomes de origem indígena são frequentes na designação de animais e plantas nativos (jaguar, capivara, ipê, jacarandá, etc.), além de serem muito frequentes na toponímia por todo o território.
A influência indígena é também forte no folclore do interior brasileiro, povoado de seres fantásticos como o curupira, o saci-pererê, o boitatá e a iara, entre outros.  Na culinária brasileira, a mandioca, a erva-mate, o açaí, a jabuticaba, inúmeros pescados e outros frutos da terra, além de pratos como os pirões, entraram na alimentação brasileira por influência da culinária indígena no Brasil. Essa influência se faz mais forte em certas regiões do país, em que esses grupos conseguiram se manter mais distantes da ação colonizadora, principalmente em porções da Região Norte do Brasil.

### Os africanos

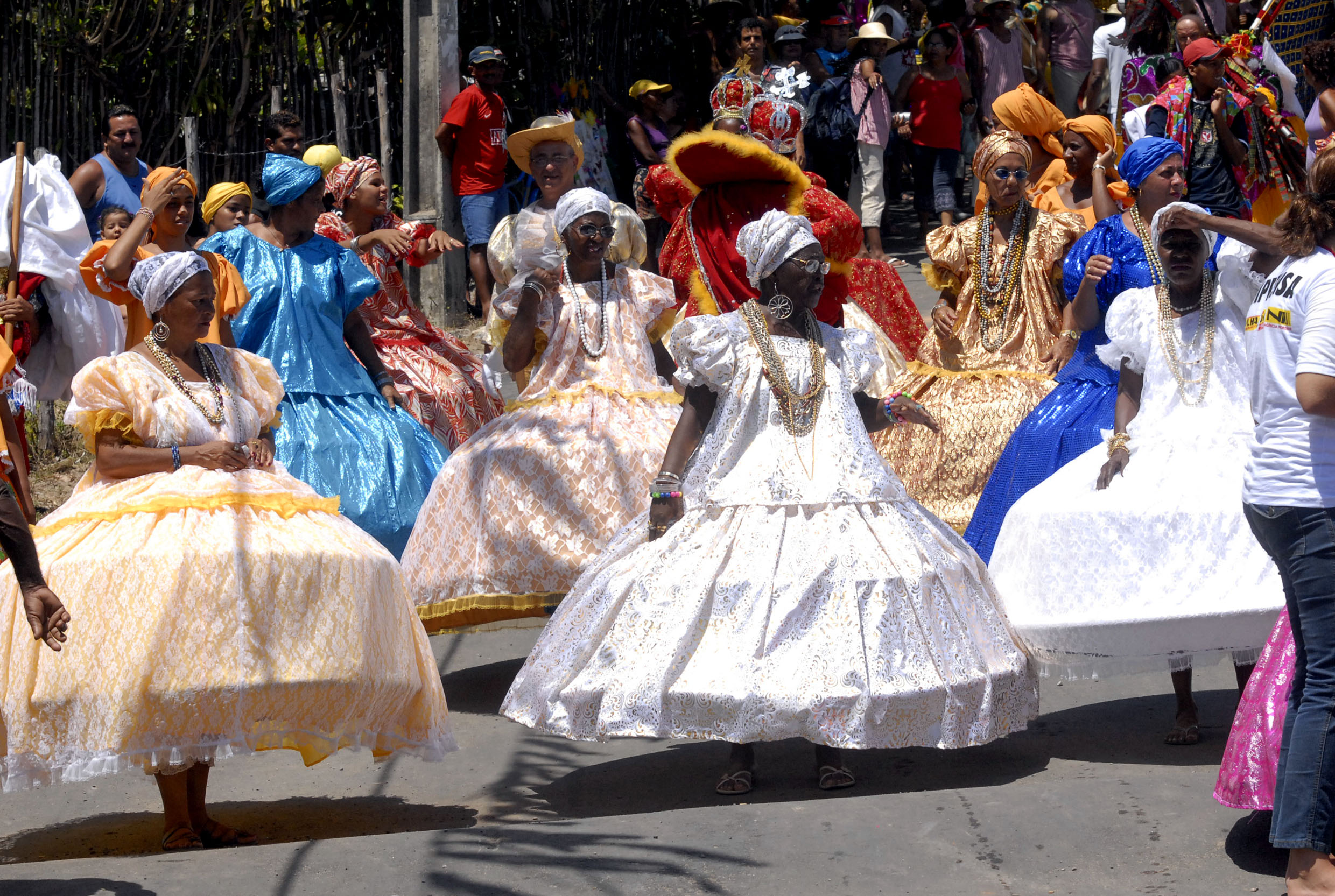
Em Pernambuco surgiram o primeiro folguedo e o primeiro ritmo afro-brasileiros: a Congada e o Maracatu. Na foto, cortejo de Maracatu Nação no Recife.

A cultura africana chegou ao Brasil com os povos escravizados trazidos da África durante o longo período em que durou o tráfico negreiro transatlântico. A diversidade cultural da África refletiu-se na diversidade dos escravos, pertencentes a diversas etnias que falavam idiomas diferentes e trouxeram tradições distintas. Os africanos trazidos ao Brasil incluíram bantos, nagôs e jejes, cujas crenças religiosas deram origem às religiões afro-brasileiras, e os hauçás e malês, de religião islâmica e alfabetizados em árabe. Assim como a indígena, a cultura africana foi geralmente suprimida pelos colonizadores. Na colônia, os escravos aprendiam o português, eram batizados com nomes portugueses e obrigados a se converter ao catolicismo.
Os africanos contribuíram para a cultura brasileira em uma enormidade de aspectos: dança, música, religião, culinária e idioma. Essa influência se faz notar em grande parte do país; em certos estados como Bahia, Maranhão, Pernambuco, Alagoas, Minas Gerais, Rio de Janeiro, São Paulo e Rio Grande do Sul a cultura afro-brasileira é particularmente destacada em virtude da migração dos escravos.

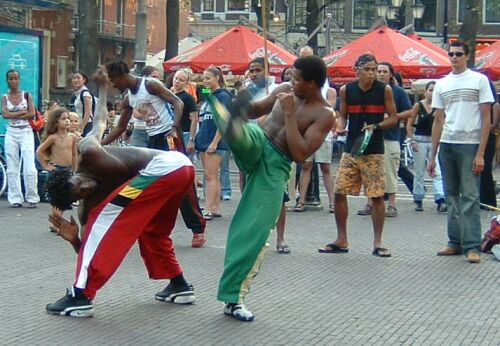
Capoeira, a arte-marcial afro-brasileira.

Os bantos, nagôs e jejes no Brasil colonial criaram o candomblé, religião afro-brasileira baseada no culto aos orixás praticada atualmente em todo o território. Largamente distribuída também é a umbanda, uma religião sincrética que mistura elementos africanos com o catolicismo e o espiritismo, incluindo a associação de santos católicos com os orixás.
A influência da cultura africana é também evidente na culinária regional, especialmente na Bahia, onde é comum o uso do azeite de dendê. Este azeite é utilizado em vários pratos de origem africana como o vatapá, o caruru e o acarajé. Especula-se que o dendezeiro tenha chegado às terras brasileiras junto com os primeiros cativos africanos à Capitania de Pernambuco de Duarte Coelho, entre 1539 e 1542, trazido pelos feitores de escravos.
Na música a cultura africana contribuiu com os ritmos que são a base de boa parte da música popular brasileira. Gêneros musicais africanos como o lundu terminaram dando origem à base rítmica do maxixe, samba, choro, bossa-nova e outros gêneros atuais. Também há alguns instrumentos musicais originários da África muito utilizados no Brasil, como o berimbau, o afoxé e o agogô. O berimbau é usado para criar o ritmo que acompanha os passos da capoeira, mistura de dança e arte marcial criada pelos escravos no Brasil Colônia.

### Outros imigrantes

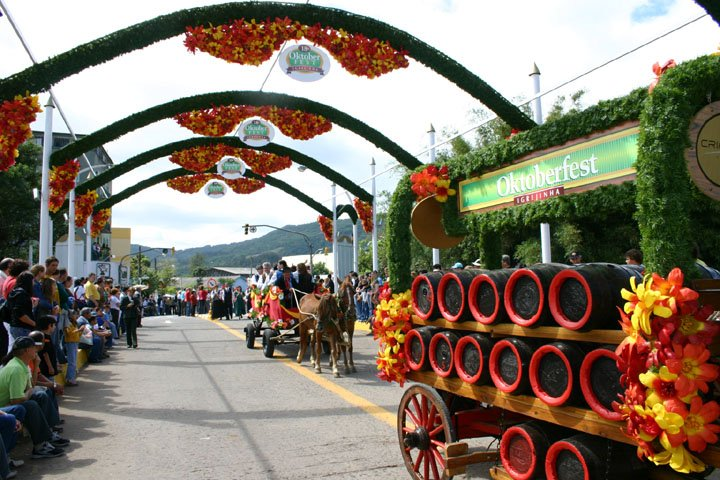
O imigrante germânico e suas tradições: Oktoberfest em Igrejinha.

A maior parte da população brasileira no século XIX era composta por negros e mestiços. Para povoar o território, suprir o fim da mão-de-obra escrava mas também para "branquear" a população e cultura brasileiras, foi incentivada a imigração da Europa para o Brasil durante os séculos XIX e XX. Dentre os diversos grupos de imigrantes que aportaram no Brasil, foram os italianos que chegaram em maior número, quando considerada a faixa de tempo entre 1870 e 1950. Eles se espalharam desde o sul de Minas Gerais até o Rio Grande do Sul, sendo a maior parte na região de São Paulo. A estes se seguiram os portugueses, com quase o mesmo número que os italianos. Destacaram-se também os alemães, que chegaram em um fluxo contínuo desde 1824. Esses se fixaram primariamente na Região Sul do Brasil, onde diversas regiões herdaram influências germânicas desses colonos.
Os imigrantes que se fixaram na zona rural do Brasil meridional, vivendo em pequenas propriedades familiares (sobretudo alemães e italianos), conseguiram manter seus costumes do país de origem, criando no Brasil uma cópia das terras que deixaram na Europa. Alguns povoados fundados por colonos europeus mantiveram a língua dos seus antepassados durante muito tempo. Em contrapartida, os imigrantes que se fixaram nas grandes fazendas e nos centros urbanos do Sudeste (portugueses, italianos, espanhóis e árabes), rapidamente se integraram na sociedade brasileira, perdendo muitos aspectos da herança cultural do país de origem. A contribuição asiática veio com a imigração japonesa, porém de forma mais limitada.
De maneira geral, as vagas de imigração europeia e de outras regiões do mundo influenciaram todos os aspectos da cultura brasileira. Na culinária, por exemplo, foi notável a influência italiana, que transformou os pratos de massas e a pizza em comida popular em quase todo o Brasil. Também houve influência na língua portuguesa em certas regiões, especialmente no sul do território. Nas artes eruditas a influência europeia imigrante foi fundamental, através da chegada de imigrantes capacitados em seus países de origem na pintura, arquitetura e outras artes.

## Aspectos

### Arquitetura e patrimônio histórico

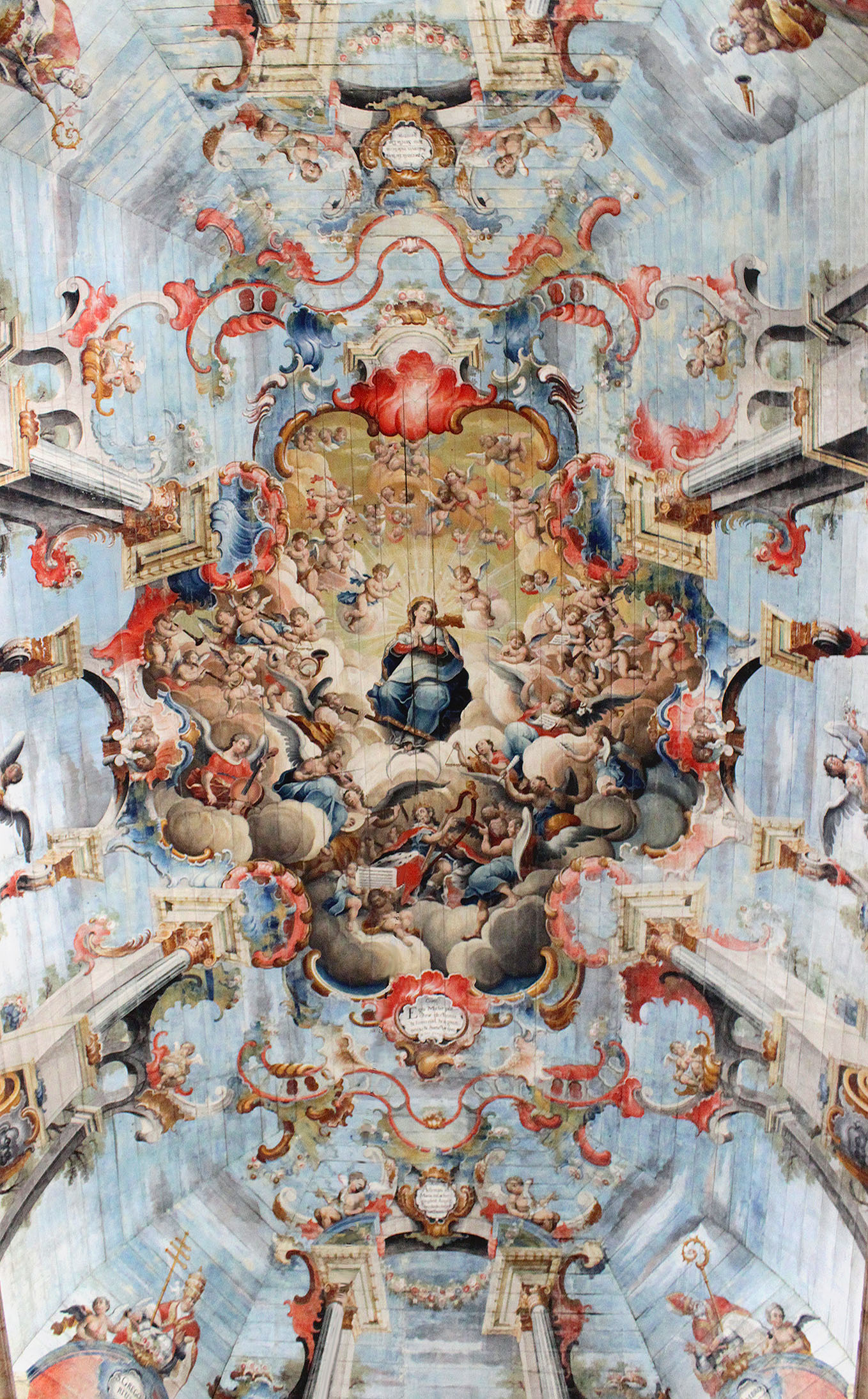
Obra de Mestre Ataíde na abóbada da Igreja de São Francisco de Assis, em Ouro Preto, símbolo do barroco mineiro e brasileiro.

O interesse oficial pela preservação do patrimônio histórico e artístico no Brasil começou com a instituição em 1934 da Inspetoria de Monumentos Nacionais. O órgão foi sucedido pelo Serviço do Patrimônio Histórico e Artístico Nacional e hoje o setor é administrado nacionalmente pelo Instituto do Patrimônio Histórico e Artístico Nacional (IPHAN), que já possui mais de 20 mil edifícios tombados, 83 sítios e conjuntos urbanos, 12 517 sítios arqueológicos cadastrados, mais de um milhão de objetos arrolados, incluindo o acervo museológico, cerca de 250 mil volumes bibliográficos e vasta documentação arquivística. Tradições imateriais como o samba de roda do Recôncavo baiano, a arte gráfica e pintura corporal dos índios Wajapi do Amapá e o frevo de Pernambuco também já foram reconhecidas como Patrimônio da Humanidade pela UNESCO. Também os estados e alguns municípios já possuem instâncias próprias de preservação e o interesse nesta área tem crescido nos últimos anos.

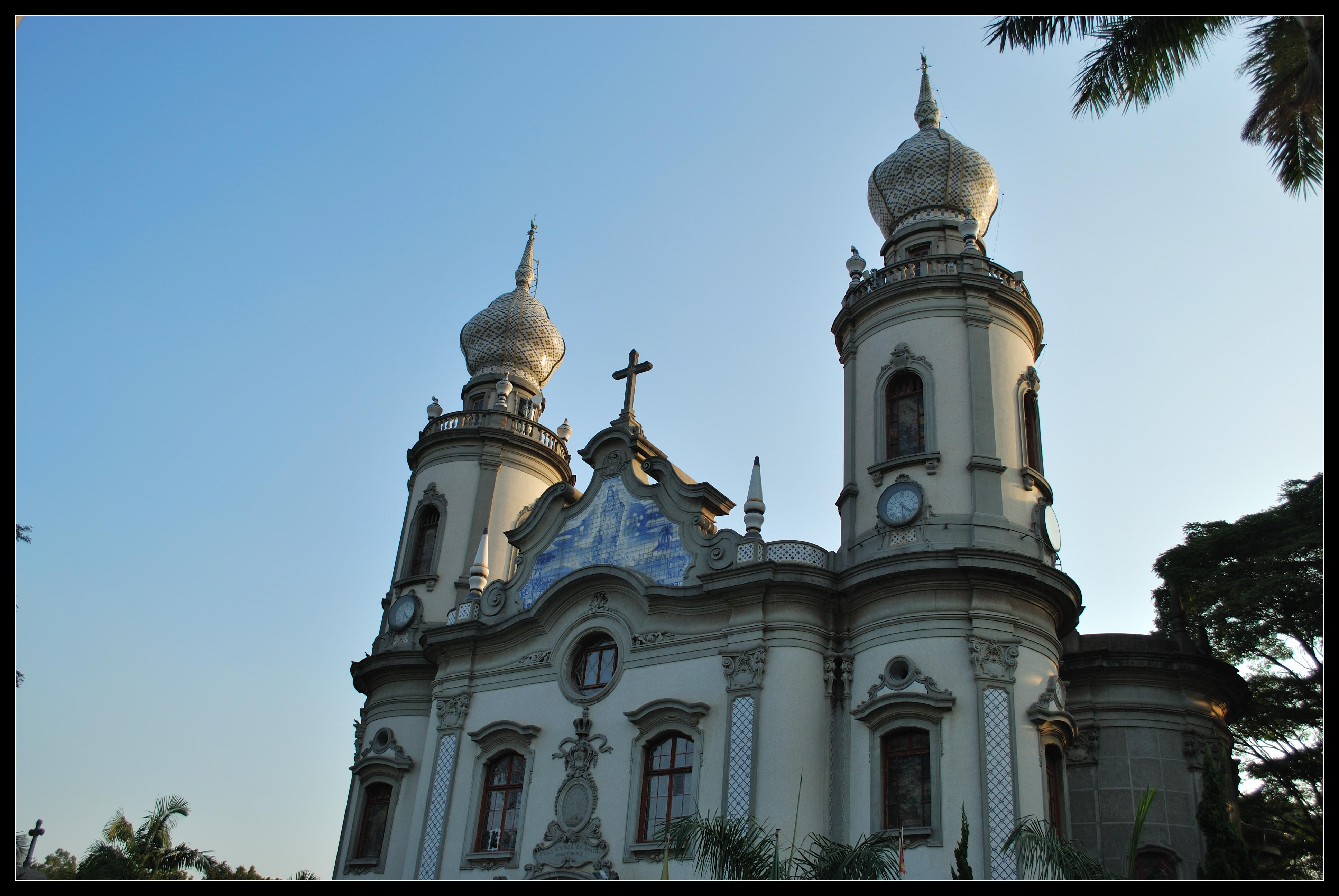
Paróquia Nossa Senhora do Brasil, em São Paulo, um exemplo do barroco paulista

Mesmo com a intensa atividade dos órgãos oficiais, o patrimônio nacional ainda sofre frequente depredação e tem sua proteção e sustentabilidade limitadas pela escassez de verbas e pela falta de consciência da população para com a riqueza de sua herança cultural e artística e para com a necessidade de um compartilhamento de responsabilidades para sua salvaguarda efetiva a longo prazo.
O patrimônio histórico brasileiro é um dos mais antigos da América, sendo especialmente rico em relíquias de arte e arquitetura barrocas, concentradas sobretudo no estado de Minas Gerais (Ouro Preto, Mariana, Diamantina, São João del-Rei, Sabará, Congonhas) e em centros históricos de Recife, São Luis, São Paulo, Salvador, Olinda, Santos, Paraty, Goiana, Pirenópolis, Goiás,  entre outras cidades. Também possui nas grandes capitais numerosos e importantes edifícios de arquitetura eclética, da transição entre os séculos XIX e XX.

A partir de meados do século XX a construção de uma série de obras modernistas, criadas por um grupo liderado por Gregori Warchavchik, Lucio Costa e sobretudo Oscar Niemeyer, projetou a arquitetura brasileira internacionalmente. O movimento moderno culminou na realização de Brasília, o único conjunto urbanístico moderno do mundo reconhecido pela UNESCO como Patrimônio Cultural da Humanidade.

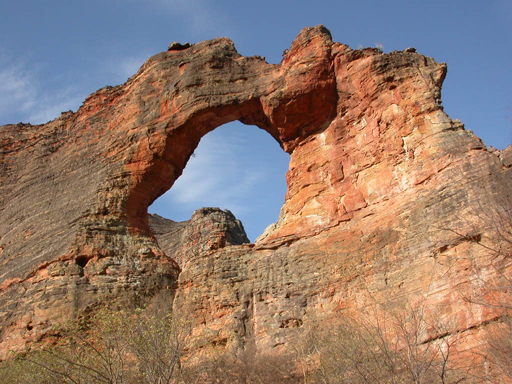
Parque Nacional Serra da Capivara

Também há diversidade em sítios arqueológicos, como o encontrado no sul do estado do Piauí: serra da Capivara. Os problemas enfrentados pela maioria dos sítios arqueológicos brasileiros não afetam os mais de 600 sítios que estão no Parque Nacional da Serra da Capivara, no Piauí. Localizado em uma área de 130 mil hectares o Parque Nacional da Serra da Capivara é um exemplo de conservação do patrimônio histórico e artístico nacional. Em 1991, foi consagrado patrimônio mundial pela Unesco.
A serra da Capivara é uma das áreas mais protegidas do Brasil, pois está sob a guarda do Iphan, Ministério do Meio Ambiente (MMA), Fundahm e do Ibama local, que tem poder de polícia. Nesta mesma área se localiza o Museu do Homem Americano, onde se encontra o mais velho crânio humano encontrado na América.

### Culinária

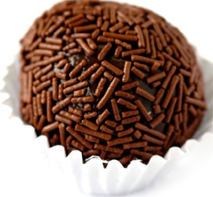
Brigadeiro, doce típico do Brasil, de origem paulista.

A culinária do Brasil é fruto de uma mistura de ingredientes europeus, indígenas e africanos. Muitos dos componentes das receitas e técnicas de preparo são de origem indígena, tendo sofrido modificações por parte dos portugueses e dos escravos oriundos da África. Esses faziam adaptações dos seus pratos típicos substituindo os ingredientes que faltassem por correspondentes locais. A feijoada à brasileira, prato típico do país, é um exemplo disso. Os escravos trazidos ao Brasil desde meados do século XVI somaram à culinária nacional elementos como o azeite de dendê e o cuscuz. E as levas de imigrantes recebidas pelo país entre os séculos XIX e XX, vindos em grande número da Europa, trouxeram algumas novidades ao cardápio nacional e concomitantemente fortaleceram o consumo de diversos ingredientes.
A alimentação diária, feita em três refeições, envolve o consumo de café com leite, pão, frutas, bolos e doces no café da manhã, feijão com arroz no almoço — refeição básica do brasileiro, aos quais são somados, por vezes, o macarrão, a carne, a salada e a batata — e, no jantar, sopas e também as várias comidas regionais.
As bebidas destiladas foram trazidas pelos portugueses ou, como a cachaça, fabricadas na terra. O vinho é também muito consumido, por vezes somado à água e açúcar, na conhecida sangria. A cerveja por sua vez começou a ser consumida em fins do século XVIII e é hoje uma das bebidas alcoólicas mais comuns.
As culinárias regionais mais visíveis pertencem aos estados de Minas Gerais e Bahia, sendo a culinária mineira marcada pela influência europeia em iguarias e laticínios como o feijão tropeiro (também um prato da cozinha paulista), o pão de queijo (que equivale à chipa paraguaia, diferindo no formato) e o queijo de minas frescal, e a culinária baiana pela presença de quitutes africanos como o acarajé, o abará e o vatapá. Já a culinária de Pernambuco destaca-se pela chamada "doçaria pernambucana", ou seja, os doces desenvolvidos durante os períodos colonial e imperial nos seus engenhos de açúcar como o bolo de rolo, o bolo Souza Leão e a cartola, e também pelas bebidas e iguarias salgadas descobertas ou provavelmente originadas no estado a exemplo da cachaça, do beiju e da feijoada à brasileira. A culinária paulista tem por influência o modo de cozinhar europeu, asiático e indígena, sendo possível encontrar no interior do estado a culinária caipira e, no litoral, a caiçara. A capital se destaca por pratos de influência de diversos locais do país e do mundo, sendo reconhecida como a "capital mundial da gastronomia". Dentre os pratos típicos e de origem no estado, há: bananinha, bolinho caipira,  caipirinha, camarão na moranga, coxinha, Virado à Paulista, entre outros.

### Literatura

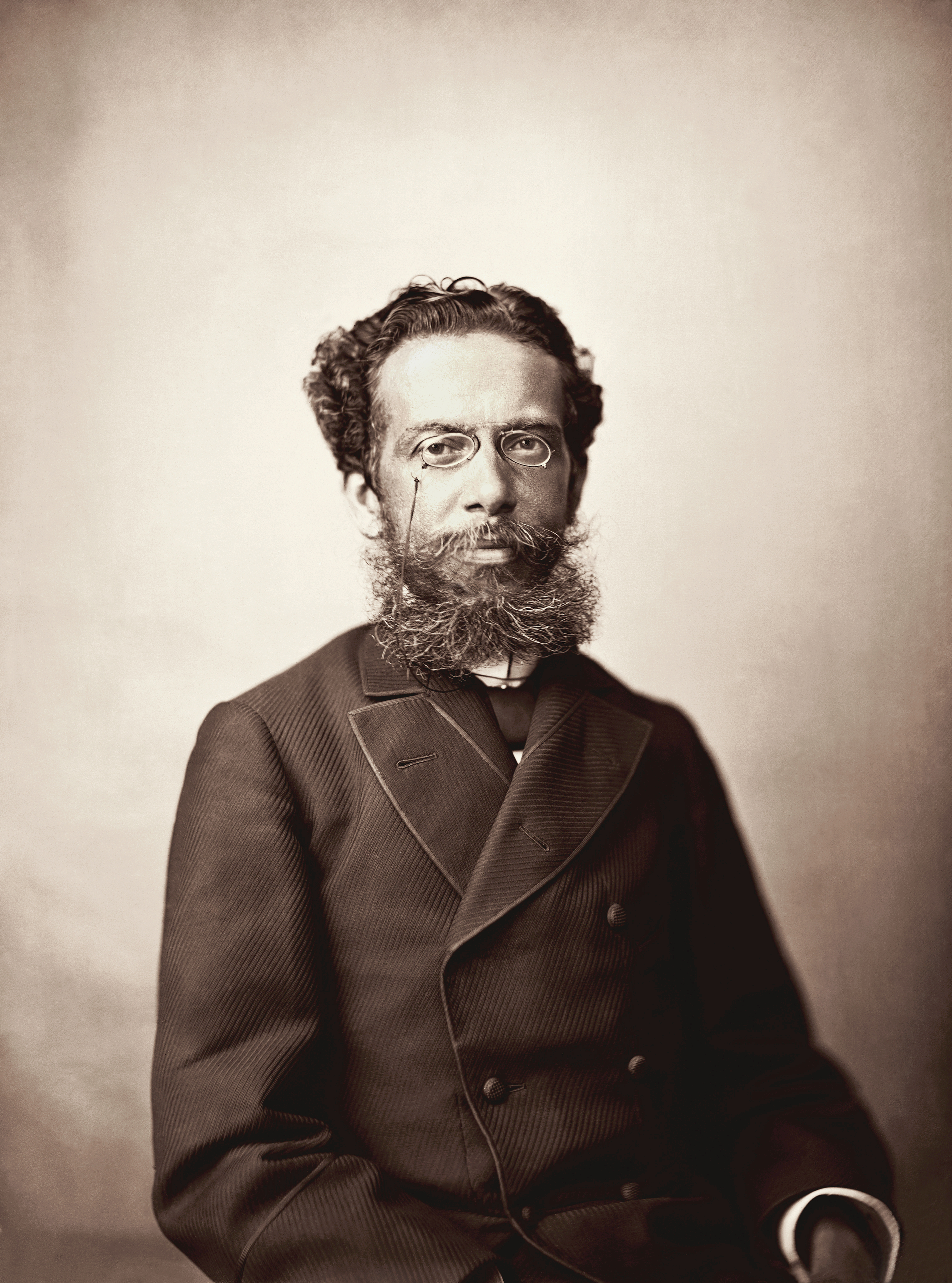
Machado de Assis, um dos maiores escritores do Brasil.

O primeiro documento a se considerar literário na história brasileira é a carta de Pero Vaz de Caminha ao Rei Manuel I de Portugal, em que o Brasil é descrito, em 1500. Nos próximos dois séculos, a literatura brasileira ficou resumida a descrições de viajantes e a textos religiosos. O barroco desenvolveu-se no Nordeste nos séculos XVI e XVII e o arcadismo se expandiu no século XVIII na região das Minas Gerais.
Aproximadamente em 1836, o Romantismo afetou a Literatura Brasileira e nesse período, pela primeira vez, a literatura nacional tomou formas próprias, adquirindo características diferentes da literatura europeia. O Romantismo brasileiro (possuindo uma temática indianista), teve como seu maior nome José de Alencar e exaltava as belezas naturais do Brasil e os indígenas brasileiros.
Após o Romantismo, o Realismo expandiu-se no país, principalmente pelas obras de Machado de Assis (fundador da Academia Brasileira de Letras). Entre 1895 e 1922, não houve estilos literários uniformes no Brasil, seguindo uma inércia mundial. A Semana de Arte Moderna de 1922, em São Paulo, abriu novos caminhos para a literatura do país. Surgiram nomes como Oswald de Andrade e Jorge Amado. O século XX também assistiu ao surgimento de nomes como Guimarães Rosa e Clarice Lispector, os chamados "romancistas instrumentalistas", elencados entre os maiores escritores brasileiros de todos os tempos.
Atualmente, o escritor Paulo Coelho (membro da Academia Brasileira de Letras) é o escritor brasileiro mais conhecido, alcançando a liderança de vendas no país e recordes pelo mundo. Apesar de seu sucesso comercial, críticos diversos consideram que produz uma literatura meramente comercial e de fácil digestão, e chegam a apontar diversos erros de português em suas obras, principalmente em seus primeiros livros.
Outros autores contemporâneos são bem mais considerados pela crítica e possuem também sucesso comercial, como Nelson Rodrigues, Ignácio de Loyola Brandão, Rubem Fonseca, Luís Fernando Veríssimo e outros. Lygia Fagundes Telles, homenageada nacional e internacionalmente, tornou-se, em 2016, aos 92 anos, a primeira mulher brasileira a ser indicada ao prêmio Nobel de Literatura.

### Ciência e tecnologia

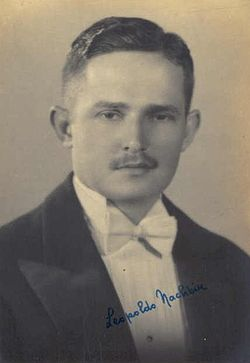
Leopoldo Nachbin, um dos maiores matemáticos do Brasil.

Inventores brasileiros famosos incluem Santos Dumont, inventor do avião, e Vital Brazil, inventor do soro antiofídico.
Dentre os proeminentes cientistas brasileiros, pode-se citar: Carlos Chagas, Osvaldo Cruz, Mário Schenberg, importante físico teórico na área de astrofísica, César Lattes, um dos descobridores do méson pi, José Leite Lopes, responsável pela primeira predição da existência de um bóson vetorial neutro (bóson Z), e Jairton Dupont, um dos mais renomados químicos da atualidade. Outrossim, foi no Brasil em que o primeiro cometa a ser descoberto em solo latino-americano foi encontrado: o Cometa Olinda, em Pernambuco, na segunda metade do século XIX, pelo pesquisador francês Emmanuel Liais, uma impositiva contribuição para a Astronomia local.
Na matemática, Leopoldo Nachbin, avançou diversos campos, tais como topologia, análise funcional, análise complexa e holomorfia, Newton da Costa realizou estudos importantes em lógica e filosofia, e atualmente o IMPA é uma das instituições matemáticas mais respeitadas mundialmente, principalmente em teoria dos sistemas dinâmicos, contando com os matemáticos Jacob Palis (ganhador do prêmio Balzan), Welington de Melo, Marcelo Viana e Artur Ávila (ganhador da medalha Fields) –autores de diversos trabalhos importantes nesse campo–, e em geometria diferencial, com os matemáticos Manfredo do Carmo, Celso José da Costa e Fernando Codá Marques.
O Brasil também se destacou por ter sido o primeiro país lusófono a alcançar o espaço. Através da Agência Espacial Brasileira (a AEB), em parceria com a Roscosmos da Rússia, a Missão Centenário levou o primeiro homem brasileiro e lusófono, o astronauta Marcos Pontes à Estação Espacial Internacional (ISS), em 2006, como comemoração aos 100 anos da invenção do avião 14-BIS por Santos Dumont. A missão durou 10 dias e tinha como um dos objetivos a realização de experimentos em ambiente de microgravidade.

### Artes visuais

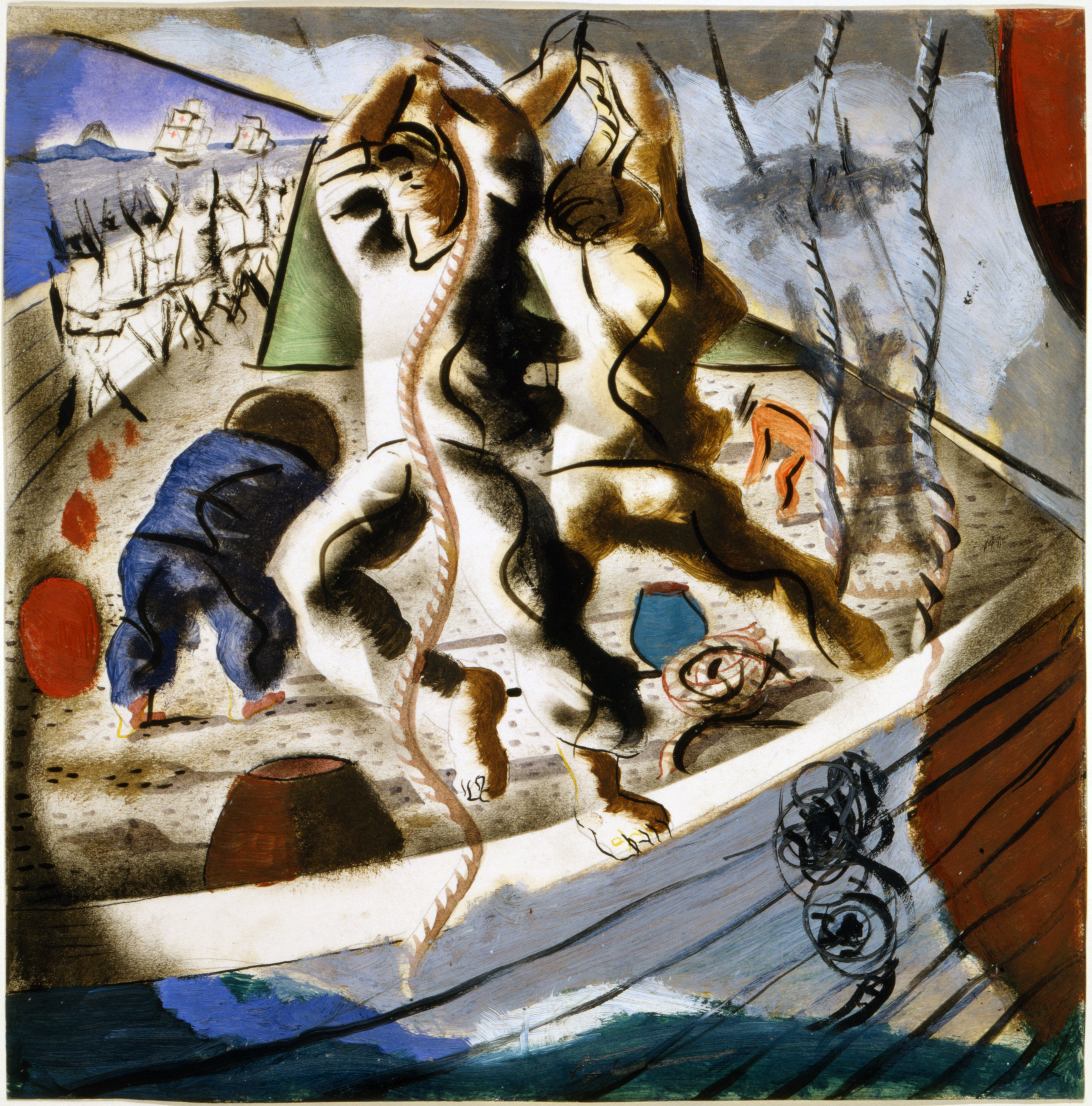
"A descoberta da terra" (1941), pintura mural de Portinari no edifício da Biblioteca do Congresso, Washington, D.C.

O Brasil tem uma grande herança no campo das artes visuais. Na pintura, desde o barroco se desenvolveu uma riquíssima tradição de decoração de igrejas que deixou exemplos na maior parte dos templos coloniais, com destaque para os localizados nos centros da Bahia, Pernambuco e sobretudo em Minas Gerais, onde a atuação de Mestre Ataíde foi um dos marcos deste período. No século XIX, com a fundação da Escola de Belas Artes, criou-se um núcleo acadêmico de pintura que formaria gerações de notáveis artistas, que se encontram até hoje entre os melhores da história do Brasil, como Victor Meirelles, Pedro Alexandrino, Pedro Américo, Rodolfo Amoedo e legião de outros. Com o advento do Modernismo no início do século XX, o Brasil acompanhou o movimento internacional de renovação das artes plásticas e criadores como Anita Malfatti, Tarsila do Amaral, Vicente do Rego Monteiro, Guignard, Di Cavalcanti e Portinari determinaram os novos rumos da pintura nacional, que até os dias de hoje não cessou de se desenvolver e formar grandes mestres.
No campo da escultura, igualmente o barroco foi o momento fundador, deixando uma imensa produção de trabalhos de talha dourada nas igrejas e estatuária sacra, cujo coroamento é o ciclo de esculturas das Estações da Via Sacra e dos 12 profetas no Santuário de Bom Jesus de Matosinhos, obra de Aleijadinho. Experimentando um período de retraimento na primeira metade do século XIX, a escultura nacional só voltaria a brilhar nas últimas décadas do século, em torno da Academia Imperial de Belas Artes e através da atuação de Rodolfo Bernardelli. Desde lá o gênero vem florescendo sem mais interrupções pela mão de mestres do quilate de Victor Brecheret, um dos precursores da arte moderna brasileira, e depois dele Alfredo Ceschiatti, Bruno Giorgi, Franz Weissmann, Frans Krajcberg, Amilcar de Castro e uma série de outros, que têm levado a produção brasileira aos fóruns internacionais da arte.
Da metade do século XX em diante outras modalidades de artes visuais têm merecido a atenção dos artistas brasileiros, e nota-se um rápido e grande desenvolvimento na gravura, no desenho, na cerâmica artística, e nos processos mistos como instalações e performances, com resultados que se equiparam à melhor produção internacional.

### Música
A música do Brasil se formou, principalmente, a partir da fusão de elementos europeus e africanos, trazidos respectivamente por colonizadores portugueses e escravos.

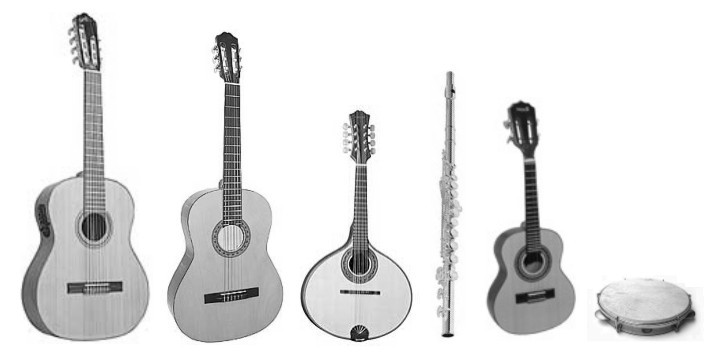
Instrumentos populares no Brasil.

Até o século XIX Portugal foi a porta de entrada para a maior parte das influências que construíram a música brasileira, clássica e popular, introduzindo a maioria do instrumental, o sistema harmônico, a literatura musical e boa parcela das formas musicais cultivadas no país ao longo dos séculos, ainda que diversos destes elementos não fosse de origem portuguesa, mas genericamente europeia. O primeiro grande compositor brasileiro foi José Maurício Nunes Garcia, autor de peças sacras com notável influência do classicismo vienense. A maior contribuição do elemento africano foi a diversidade rítmica e algumas danças e instrumentos, que tiveram um papel maior no desenvolvimento da música popular e folclórica, florescendo especialmente a partir do século XX. O indígena praticamente não deixou traços seus na corrente principal, salvo em alguns gêneros do folclore, sendo em sua maioria um participante passivo nas imposições da cultura colonizadora.

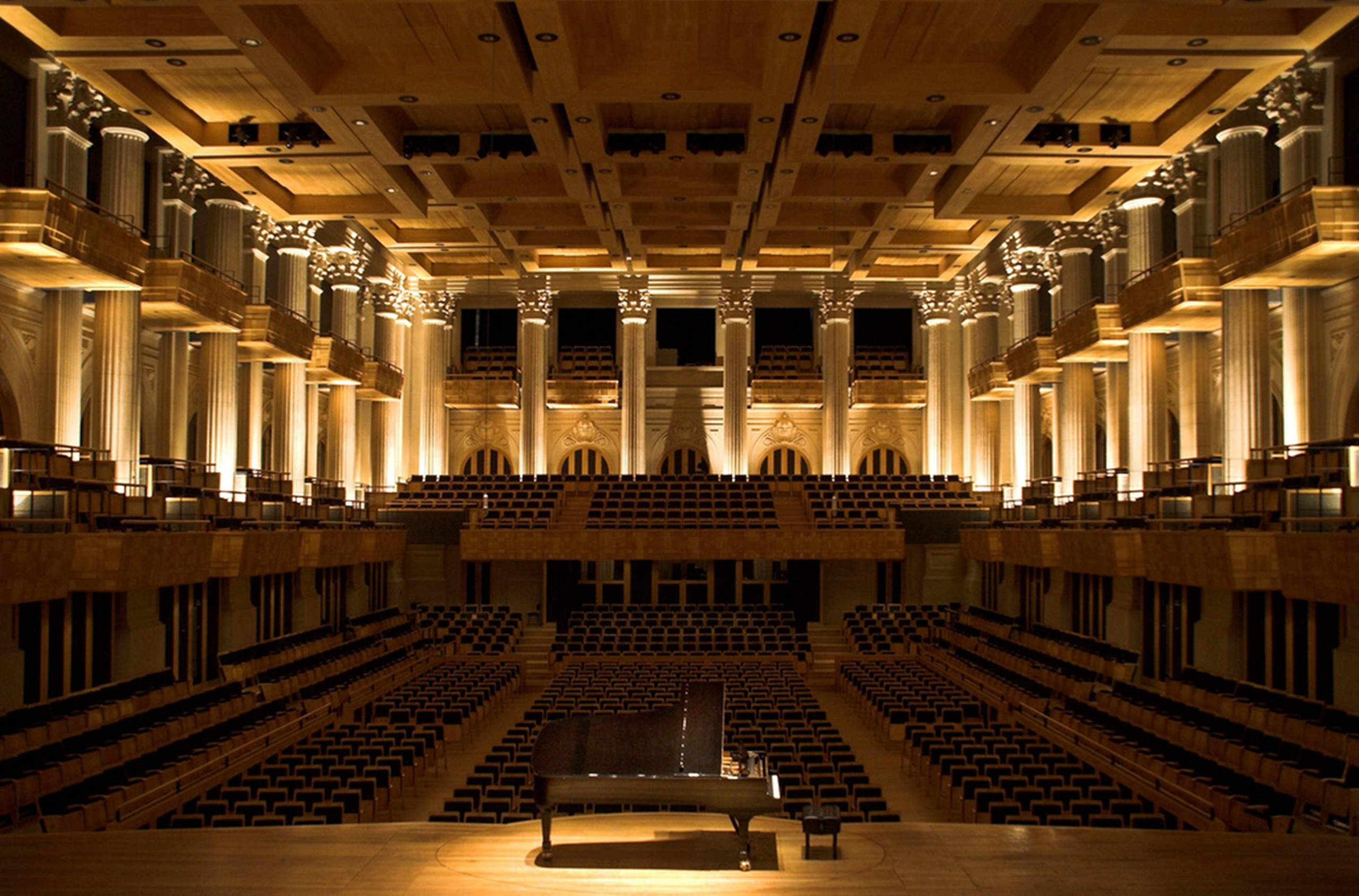
Sala São Paulo, em São Paulo, uma das salas de concerto com melhor acústica no mundo.

Ao longo do tempo e com o crescente intercâmbio cultural com outros países além da metrópole portuguesa, elementos musicais típicos de outros países se tornariam importantes, como foi o caso da voga operística italiana e francesa e das danças como a zarzuela, o bolero e habanera de origem espanhola, e as valsas e polcas germânicas, muito populares entre os séculos XVIII e XIX, e o jazz norte-americano no século XX, que encontraram todos um fértil terreno no Brasil para enraizamento e transformação.
Com grande participação negra, a música popular desde fins do século XVIII começou a dar sinais de formação de uma sonoridade caracteristicamente brasileira. Na música clássica, contudo, aquela diversidade de elementos se apresentou até tardiamente numa feição bastante indiferenciada, acompanhando de perto - dentro das possibilidades técnicas locais, bastante modestas se comparadas com os grandes centros europeus ou como os do México e do Peru - o que acontecia na Europa e em grau menor na América espanhola em cada período, e um caráter especificamente brasileiro na produção nacional só se tornaria nítido após a grande síntese realizada por Villa Lobos, já em meados do século XX.

### Esportes

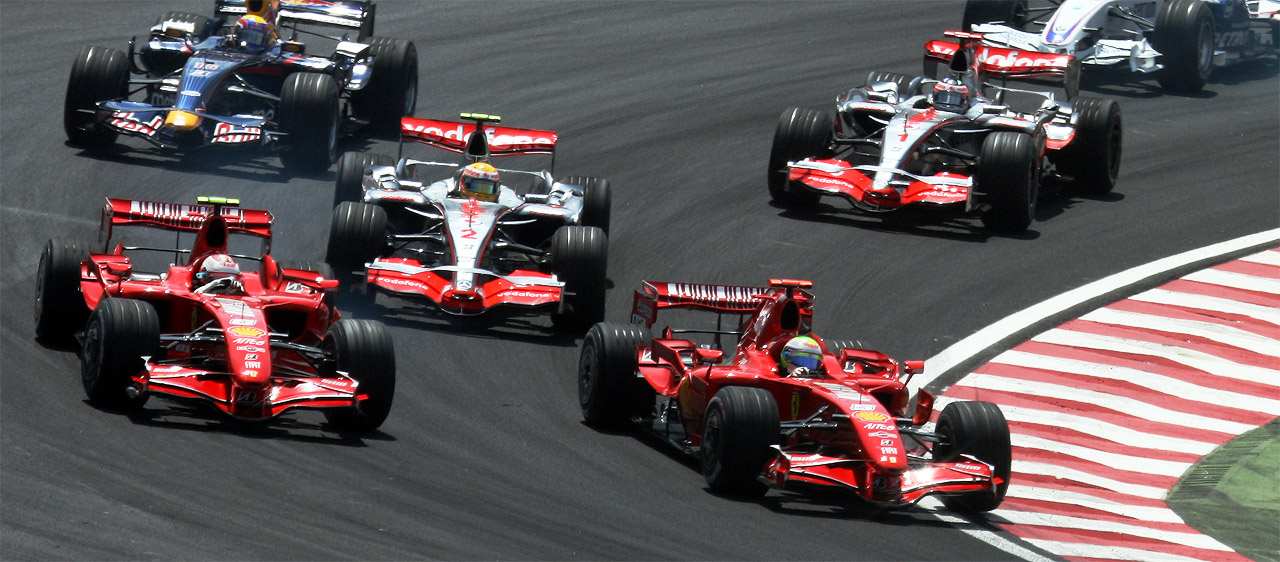
Grande Prêmio do Brasil de 2007 no Autódromo de Interlagos em São Paulo.

O futebol é o esporte mais popular no Brasil. A Seleção Brasileira de Futebol foi cinco vezes vitoriosa na Copa do Mundo FIFA, em 1958, 1962, 1970, 1994 e 2002. Basquetebol, futsal, voleibol, automobilismo e as artes marciais também têm grande popularidade no país. Embora não sejam tão praticados e acompanhados como os esportes citados anteriormente, tênis, handebol, natação e ginástica têm encontrado muitos seguidores brasileiros ao longo das últimas décadas. Alguns esportes têm suas origens no Brasil: futebol de praia, futsal (versão oficial do futebol indoor), footsack, futetênis e futevôlei emergiram de variações do futebol. Outros esportes criados no país são a peteca, o acquaride, o frescobol o sandboard, e o biribol. Nas artes marciais, os brasileiros têm desenvolvido a capoeira, vale-tudo, e o jiu-jitsu brasileiro. No automobilismo, pilotos brasileiros ganharam o campeonato mundial de Fórmula 1 oito vezes: Emerson Fittipaldi, em 1972 e 1974; Nelson Piquet, em 1981, 1983 e 1987; e Ayrton Senna, em 1988, 1990 e 1991.
O Brasil já organizou eventos esportivos de grande escala: o país organizou e sediou a Copa do Mundo FIFA de 1950 e foi escolhido para sediar a Copa do Mundo FIFA de 2014. O circuito localizado em São Paulo, Autódromo José Carlos Pace, organiza anualmente o Grande Prêmio do Brasil. São Paulo organizou os Jogos Pan-americanos de 1963 e o Rio de Janeiro organizou os Jogos Pan-americanos de 2007. Além disso, o país sediou os Jogos Olímpicos de Verão de 2016, que foram realizados na cidade do Rio de Janeiro.

### Religião

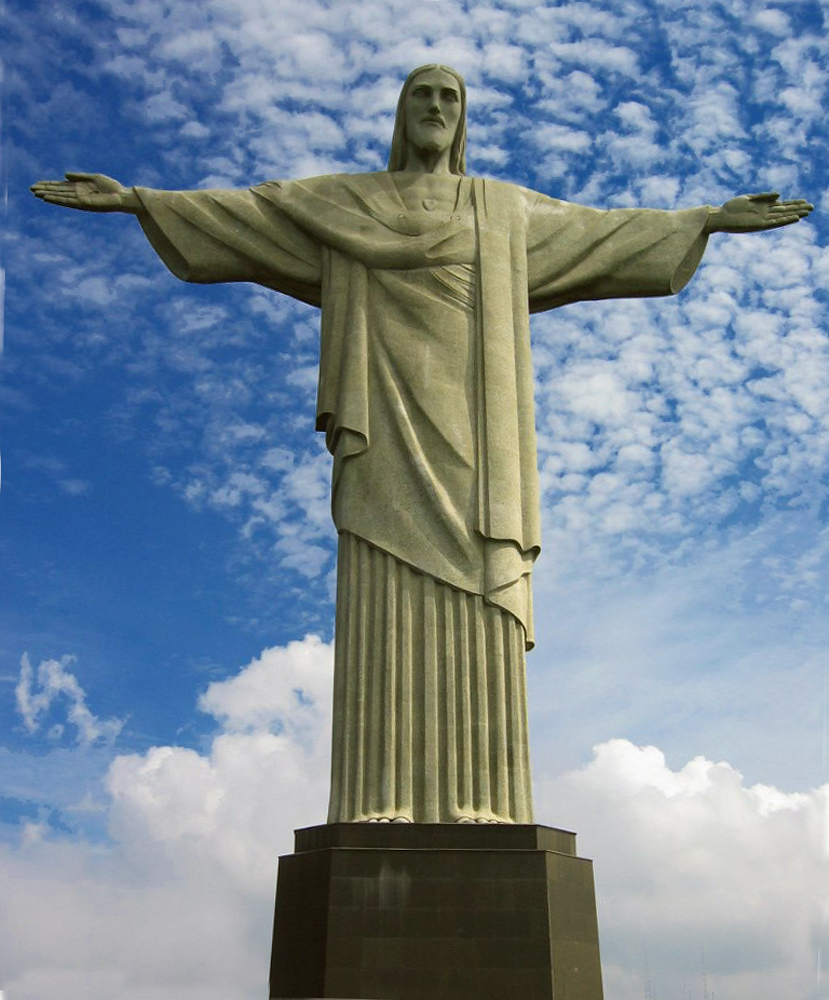
Estátua do Cristo Redentor no Rio de Janeiro

O Brasil é um país religiosamente diverso, com tendência de tolerância e mobilidade entre as religiões. A população brasileira é majoritariamente cristã (89%), sendo sua maior parte católica. Herança da colonização portuguesa, o catolicismo foi a religião oficial do Estado até a Constituição Republicana de 1891, que instituiu o Estado laico.
A mão de obra escrava, vinda principalmente da África, trouxe suas próprias práticas religiosas, que sobreviveram à opressão dos colonizadores, dando origem às religiões afro-brasileiras.
Na segunda metade do século XIX, começa a ser divulgado o espiritismo no Brasil, que hoje é o país com maior número de espíritas no mundo. Nas últimas décadas, as religiões protestantes têm crescido rapidamente em número de adeptos, alcançando atualmente uma parcela significativa da população. Do mesmo modo, aumenta o percentual daqueles que declaram não ter religião, grupo superado em número apenas pelos católicos nominais e evangélicos.
Muitos praticantes das religiões afro-brasileiras, assim como alguns simpatizantes do espiritismo, também se denominam "católicos", e seguem alguns ritos da Igreja Católica. Esse tipo de tolerância com o sincretismo é um traço histórico peculiar da religiosidade no país.
Seguem as descrições das principais correntes religiosas brasileiras, ordenadas pela porcentagem de integrantes de acordo com o recenseamento demográfico do IBGE em 2000.

## Folclore

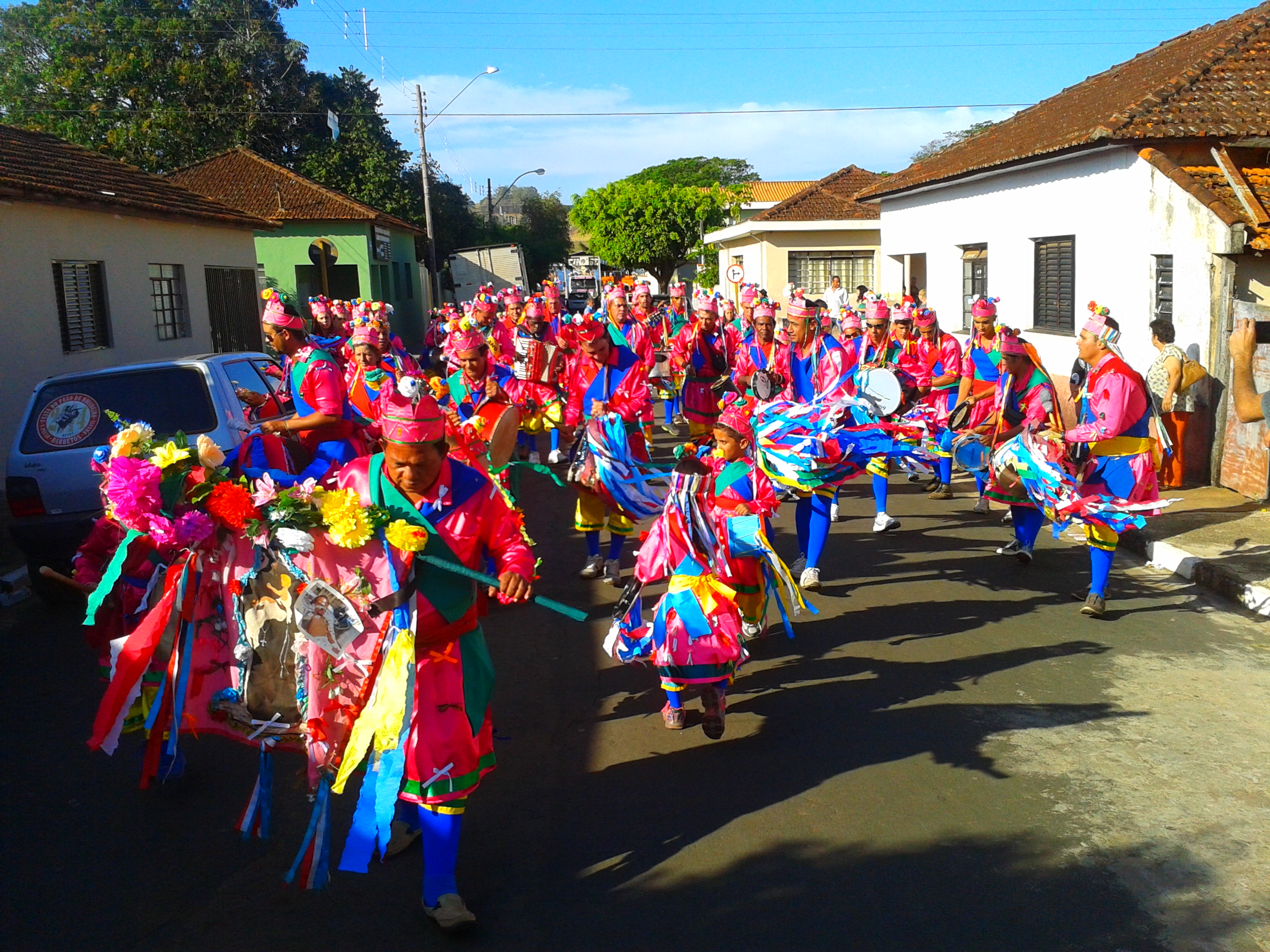
Congada Terno de Sainha Irmãos Paiva na cidade de Santo Antônio da Alegria, em São Paulo

O folclore é uma das principais manifestações culturais brasileiras, pode ser definido como conjunto de mitos e lendas criados por pessoas espalhadas por todo o Brasil sendo passada de geração em geração até os dias de hoje. Sendo uma as principais manifestações culturais o folclore representa uma identidade social em que através da cultura e atividades feitas em grupo se torna um bem mais que precioso para o nosso país. Com misturas e contribuições de vários países, o folclore se torna rico e cada vez mais admirado e diversificado, contribuindo e muito não somente para enriquecer e divulgar as manifestações culturais, mas também é muito importante para a economia do país gerando muitos empregos. Falar de folclore nos remete aos contos como o do Boitatá, Boto Cor-de-rosa, Curupira, Lobisomem, Mula-Sem-Cabeça, Saci Pererê entre outros que são orgulho por serem principais manifestações culturais brasileiras.
O folclore brasileiro é um conjunto de mitos, lendas, usos e costumes transmitidos em geral oralmente através das gerações com a finalidade de ensinar algo, ou meramente nascido da imaginação do povo. Por ser o Brasil um país de dimensões continentais, possui um folclore bastante rico e diversificado e suas histórias enaltecem o conhecimento popular e encantam os que as escutam.